# 米德爾菲爾德鎮區 (愛荷華州布坎南縣)
米德爾菲爾德鎮區（英語：Middlefield Township）是位於美國愛荷華州布坎南縣的一個行政鎮區。

## 地方資料
根據2010年美國人口普查的數據，米德爾菲爾德鎮區的面積為90.56平方千米，當中陸地面積為90.56平方千米，而水域面積為0.00平方千米。當地共有人口304人，而人口密度為每平方千米3.36人。